# Olga Mutanda
Olga Mutanda, née le 3 avril 1967 et morte le 27 février 2014 à Lausanne, est une athlète ivoirienne.

## Carrière
Olga Mutanda est médaillée d'argent du relais 4 × 100 mètres et médaillée de bronze du relais 4 x 400 mètres aux Jeux africains de 1991 au Caire. Elle est éliminée en séries du 200 mètres et du relais 4 × 100 mètres féminin aux Jeux olympiques d'été de 1992 (athlétisme) à Barcelone.